# Dicranota (Plectromyia) cascadica
Dicranota (Plectromyia) cascadica is een tweevleugelige uit de familie Pediciidae. De soort komt voor in het Nearctisch gebied.